# Frank Kühn
Frank Kühn (Alemanya de l'Est, 25 de febrer de 1962) va ser un ciclista alemany que va córrer a la dècada del 1980. Va combinar la pista amb la carretera

## Palmarès en ruta
- 1987
  - Vencedor d'una etapa a la Volta a Saxònia
- 1988
  - 1r a la Volta a Saxònia i vencedor de 2 etapes
- 1989
  - 1r a la Volta a Grècia

## Palmarès en pista
- 1990
  - 1r als Sis dies de Nouméa (amb Andreas Beikirch)